# Сантьягская и Чилийская митрополия
Сантья́гская и Чили́йская митропо́лия (исп. Arquidiócesis antioquena ortodoxa de Santiago y todo Chile, Архиепа́рхия Чи́ли, исп. Arquidiócesis de Chile) — епархия Антиохийской православной церкви на территории Чили.

## История
Уже в 1854 году фиксируются первые арабские имена при переписи населения, число их было весьма невелико вплоть до 1892 года, когда в Южную Америку устремилась большая волна мигрантов из Палестины, Сирии, Иордании и Ливана. Они искали здесь лучшей жизни, но в то же время хотели сохранить веру предков.
В 1910 году в страну из Сирии приехал первый православный священник — Павел Хури. В 1914 году по указанию Патриарха Антиохийского Григория IV состоялся архипастырский визит в Южную Америку митрополита Тирского и Сидонского Илии (Диба), который посетил Бразилию, Аргентину и Чили. Начиная с 1916 года митрополит Илия был председателем Православной Церкви в Чили, рукоположил в сан священника Соломона Юри родом из Бейт-Джалы.
24 октября 1917 года открылся Собор святого Георгия, первый Православный храм в Чили, расположенный в традиционном районе Patronato, где проживало арабское население.
С 1937 года здесь служил священник Илия Хамух, а в 1942 году был рукоположен в священника Николай Тума, который также был родом из Бейт-Джалы, Палестина.
В 1948 году Чили посетил митрополит Захлейский Нифон (Саба) и митрополит Игнатий (Херайке). В 1950 году Чили посетил митрополит Аккарский Александр (Гиха).
В 1951 году в Чили приехал из Бейт-Джалы священник Николай Абусада, а в 1952 году — архимандрит Мелетий Фарух из Хомса, который служил в Чили до отъезда в 1959 году.
В этом же году в Чили прибыл епископ Михаил (Джаллуф), назначенный патриаршим викарием для Чили, с особой миссией провести общее собрание и организовать местную Церковь.
В 1960 году из Бейт-Джалы прибыл священник Константин Зиаде. В течение 1963 года здесь побывать митрополит Илия (Диб).
В период с 1963 года по 1965 года приходы в Чили были подчинены митрополиту Аргентинскому Мелетию (Свайти). 14 Февраля 1964 года он открыл Церкви Пресвятой Богородицы в городе Винья-дель-Мар.
В 1966 году епископ Афанасий (Эскафф) назначен новым Патриаршим викарием для Чили. Епископ Афанасий прослужил здесь до 1970 года, когда был назначен Митрополитом Хамским в Сирии.
В 1970 году на его место назначают Хосе Элиас Абоида в качестве администратора Православной Церкви в Чили, и в 1972 году Православная Церковь Чили обретает статус юридического лица Публичного Права.
В 1973 году Церковь святой Елены в Пинтане присоединяется к Антиохийскому Патриархату, а в 1978 году открылась Церковь Святой Марии в коммуне Провиденсия, а также Церковь святого Георгия в Ранкагуа.
В 1978 году Церковь в Чили посещают Патриарх Антиохийский Илия IV с делегацией епископов и священников.
В 1982 году Патриарх Антиохийский Игнатий IV назначает епископа Гавриила (Фаддула) новым Патриаршим Викарием в Чили.
В 1984 году открылась Церковь святого Николая, став шестым приходом Антиохийского Патриархата в Чили.
В этом же году Чили посетил Патриарх Антиохийский Игнатий IV, который встретился с сообществом этой страны и провёл ряд мероприятий.
В сентябре 1988 года епископ Гавриил (Фаддул) умирает и 4 декабря того же года вместо него был хиротонисан во епископа Сергий (Абад).
8 октября 1996 года была образована самостоятельная Чилийская митрополия, а епископ Сергий стал митрополитом Сантьягским и Чилийским.
В первой половине 2010-х годов епархия насчитывала 6 приходов и 7 священников, из которых 4 имели богословское образование. Паства — в основном арабы и греки. Действовал также Православный институт священномученика Игнатия Богоносца в Сантьяго — первый в Латинской Америке православный институт.

## Епископы
- 1982—1988 — Гавриил (Фаддул)
- с 4 декабря 1988 — Сергий (Абад)